# Mitromorpha benthicola
Mitromorpha benthicola é uma espécie de gastrópode do gênero Mitromorpha, pertencente a família Mitromorphidae.